# Umm al-Qa'ab

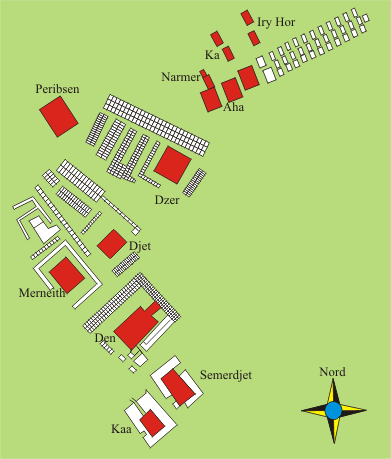
Posició de les principals tombes a la necròpoli d'Umm al-Qa'ba

Umm al-Qa'ab —àrab: أم الجعاب, Umm al-Jaʿāb, literalment ‘Mare dels Pots’— és un llogaret d'Egipte on s'assentaven els antics cementiris d'Abidos, situat en un extrem de la vall d'Abidos, que els egipcis consideraven l'entrada a l'inframon. Estrictament el cementiri U és fora d'Umm al-Qa'ab, però el B i el sud en són continuació.
Abidos fou el lloc d'enterrament dels primers faraons de l'Egipte unificat, i ja abans hi ha enterraments del període predinàstic.
El cementiri predinàstic d'Al-Amra fou excavat el 1900 i es van trobar centenars de tombes de totes les fases. Altres cementiris es van trobar a Naga ed-Deir, Al-Mahasna, Mesheikh, Beit Allam i a la mateixa Abidos.
Els cementiris predinàstics i dinàstics estaven localitzats al desert inferior i es dividien en:
Cementiri U (al nord), amb centenars de tombes i llocs d'ofrenes, ceràmiques de la cultura de Naqada. La tomba més important és la U-j (excavada el 1988), que correspon a uns 150 anys abans d'Aha, la qual té dotze cambres que fan uns 7 x 7 metres, i conté molt d'equipament funerari incloent-hi 200 gerres de vi, segurament de Palestina, i 150 objectes d'ivori. El taüt era de fusta, però només en quedava alguna resta; també hi havia un ceptre d'ivori. Aquest cementiri va romandre el lloc principal dels enterraments de particulars durant l'Imperi mitjà i encara es feia servir al període grecoromà
Cementiri B (al centre), amb tombes de la dinastia 0 i alguna de la dinastia I, i al sud les tombes complexes de sis reis i una reina de la dinastia I i dos reis de la dinastia II. Les tombes de la dinastia I mostren restes de focs, i foren saquejades més d'una vegada. Les tombes identificades són les de Djer o Djet, la reina Merneith i Den de la dinastia I, i Peribsen i Khasekhemui de la dinastia II. Algunes d'aquestes tombes tenen d'altres de subsidiàries per als servidors enterrats amb el faraó. També hi ha tres tombes de doble cambra atribuïdes al rei Aha (dinastia 0), Narmer i Ka, i possiblement una altra d'un rei anomenat Iri-Hor.
La tomba de Khasekhemui és anomenada Shunet es-Zebib ('Magatzem de les moques') i té unes mesures de 70 metres de llarg i una mitjana de 12 metres d'ample. A poc més d'un km al nord, es troba el temple de Khentyamentiu o temple d'Osiris, i en aquesta zona s'han trobat 14 barques sagrades de la dinastia I, d'uns 22 metres de llargues.
El cementiri del sud fou una zona dedicada al culte reial; dos complexos ben conservats corresponen a Sesostris II (dinastia XII) i Amosis I (dinastia XVIII). Aquest darrer va construir aquí una petita piràmide. Algunes restes s'han trobat prop de la piràmide i un complex funerari representant escenes de la lluita contra els hicsos (grups armats asiàtics, [Apofis] el rei hikse, i Àvaris, la capital dels hicsos, n'apareixen als fragments).